# Makrocytos
Makrocytos är en term som används för att beskriva onormalt stora röda blodkroppar.
Makrocytos är inte en specifik sjukdom, men kan tyda på underliggande problem, som kräver medicinsk utvärdering. Makrocytos kan till exempel bero på:
- Matsmältningsorganens sjukdomar
- Hypotyreos
- Alkoholism
- Folsyrabrist
- Vitamin B12-brist
- Bieffekt av läkemedel, till exempel sådana som används vid behandling av cancer, kramper och autoimmunitet
- Ökad produktion av röda blodkroppar från benmärgen[1]